# Эрнандес, Эвер Франсиско
Франси́ско Э́вер Эрна́ндес Родри́гес (исп. Francisco Ever Hernández Rodríguez; род. 11 декабря 1958, Santiago de María, Усулутан, Сальвадор) — сальвадорский футболист, играл на позиции нападающего, участник чемпионата мира 1982 года.

## Биография

### Клубная карьера
Эрнандес начинал карьеру в клубе «Кохутепеке». В 1975 году Эрнандес перешёл в «Сантьягеньо», в составе которого играл в течение восьми лет и завоевал в 1980 году чемпионский титул.
В 1983 году Эрнандес перешёл в «ФАС», с которым в 1984 году завоевал второй в своей карьере чемпионский титул после победы в двух матчах над «Агилой» (6:2, 2:0). В чемпионском сезоне Эрнандес стал лидером «тигров» по результативности, забив в том сезоне 17 мячей.
В 1986 году Эрнандес перешёл в «Альянсу», в котором играл один сезон и завершил карьеру в возрасте 28 лет.

### Карьера в сборной
В составе сборной Сальвадора Эрнандес принимал участие в чемпионате мира 1982 года, где сыграл в матче с Венгрией, который завершился сокрушительной победой европейской команды со счётом 10:1. Всего за сборную Сальвадора сыграл 34 матча, в которых забил 13 голов.

## Достижения
«Сантьягеньо»
- Чемпион Сальвадора (1) : 1979/80

«ФАС»
- Чемпион Сальвадора (1): 1984